# 青铜峡双曲砖拱形粮仓
青铜峡双曲砖拱形粮仓，位于宁夏回族自治区吴忠市青铜峡市青铜峡镇沃沙村西北，是中华人民共和国宁夏回族自治区文物保护单位之一。
2010年12月6日，授予宁夏回族自治区文物保护单位，是一座近现代重要史迹及代表性建筑。